# FM Весов
FM Весов (лат. FM Librae) — одиночная переменная звезда в созвездии Весов на расстоянии приблизительно 30000 световых лет (около 9200 парсеков) от Солнца. Видимая звёздная величина звезды — от +17,2m до +15,7m.

## Характеристики
FM Весов — пульсирующая переменная звезда типа RR Лиры (RRAB).